# Luchtbrug (gebouw)

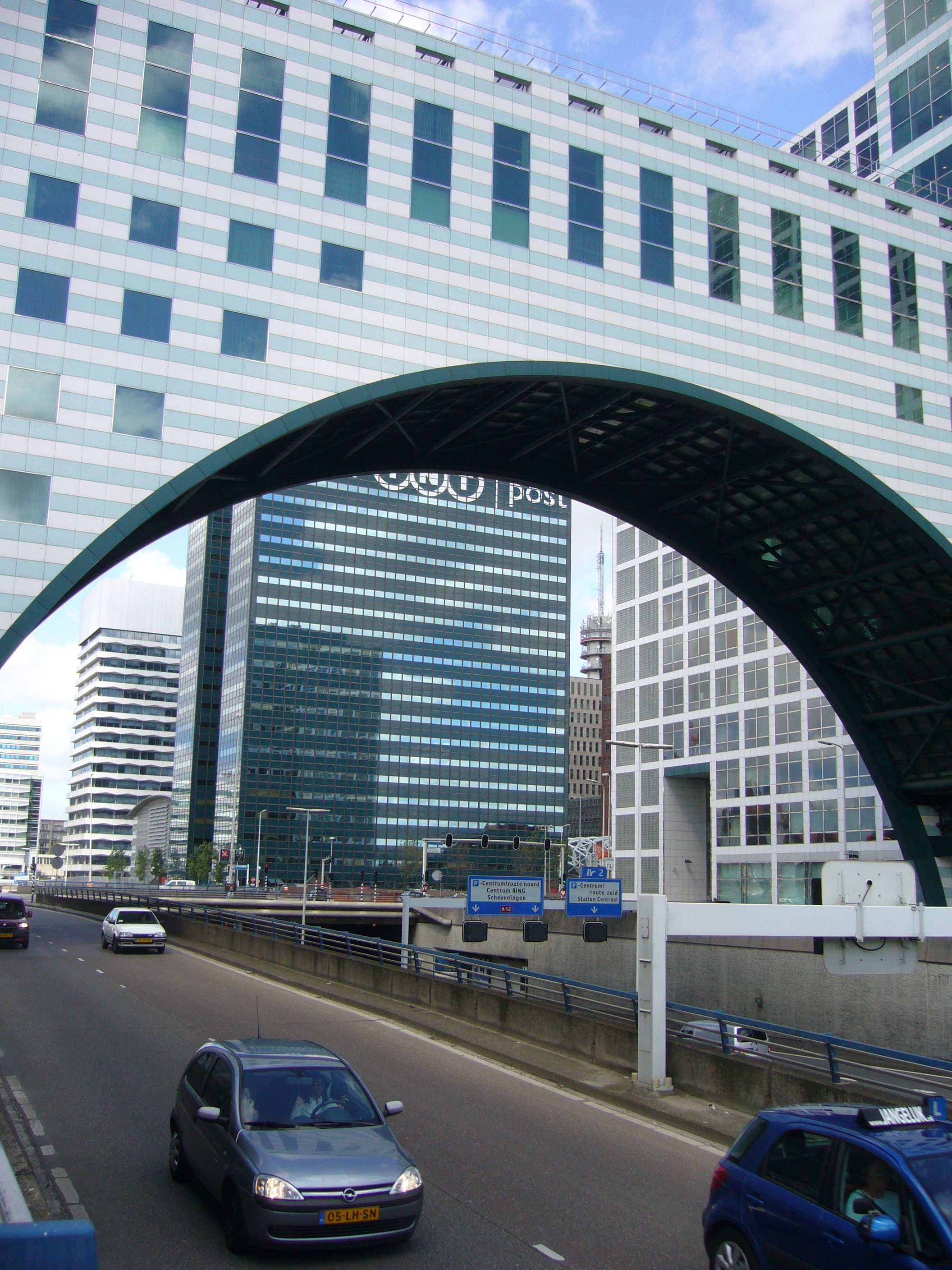
Haagse Poort boven de Utrechtsebaan

Een luchtbrug of traverse is een gebouwdeel, meestal bedoeld voor voetgangers, boven een weg, spoorweg of waterweg. Een luchtbrug kan een verbinding tussen twee gebouwen zijn of onderdeel zijn van het gebouw zelf. Tussen de Petronas Twin Towers is bijvoorbeeld een verbindende luchtbrug gebouwd.
Over de A12 in Den Haag zijn verschillende bruggebouwen gebouwd. Het brugrestaurant over de A4 nabij Schiphol en het gebouw Stadspoort in Ede zijn ook voorbeelden van een luchtbrug.